# PGC 1921
LEDA/PGC 1921, auch UGC 312, ist eine Balken-Spiralgalaxie vom Hubble-Typ SBd mit aktivem Galaxienkernim Sternbild Fische auf der Ekliptik. Sie ist schätzungsweise 200 Millionen Lichtjahre von der Milchstraße entfernt und hat einen Durchmesser von etwa 90.000 Lichtjahren. Vom Sonnensystem aus entfernt sich das Objekt mit einer errechneten Radialgeschwindigkeit von näherungsweise 4.400 Kilometern pro Sekunde. 
Sie bildet gemeinsam mit PGC 1914 das Galaxienpaar Holm 11 und mit PGC 1927 und PGC 1934 das gravitativ gebundene Galaxienquartett Hickson Compact Group HGC 2.